# 합천 죽죽비
합천 죽죽비(陜川 竹竹碑)는 대한민국 경상남도 합천군 합천읍 합천리에 있다. 642년(신라 선덕여왕 11)에 대야성(大耶城)에서 전사한 죽죽(竹竹)의 충절을 기리기 위해 조선시대 1645년(인조 23)에 합천군수 조희인(曺希仁)에 의해 건립된 비석이다.
1974년 12월 28일 경상남도의 유형문화재 제128호 신라충신죽죽비로 지정되었다가, 2018년 12월 20일 현재의 명칭으로 변경되었다.

## 개요
이 비는 642년(신라 선덕여왕 11)에 대야성(大耶城)에서 전사한 죽죽(竹竹)의 충절을 기리기 위해 세운 것이다. 신라의 대야성은 642년에 윤충(允忠)이 이끄는 백제군에게 포위되었다. 이때 성주(城主) 김품석(金品釋)에게 아내를 빼앗긴 검일(黔日)이 창고에 불을 질러 성안을 혼란에 빠뜨렸다. 이에 전의를 잃은 김품석은 부하인 죽죽의 만류를 뿌리치고 항복하였다. 그런데 백제군이 항복하러 나온 사람들을 모두 죽여 버리자 김품석은 아내와 자식을 죽이고 자신도 자살하였다. 죽죽은 남은 병사를 거느리고 싸웠으나 백제군을 당할 수가 없었다. 그는 “아버지가 나를 죽죽(竹竹)이라 이름을 지은 것은 추울 때에도 시들지 않고, 꺾일지언정 굽히지 말라 함이다. 어찌 죽음을 겁내 항복하리요”라고 말하고서 싸우다 전사하였다.
죽죽의 이런 충절(忠節)과 용맹을 들은 선덕여왕은 그에게 급찬(級湌)의 관등을 내리고, 그 처자들을 왕도(王都)로 옮겨 살게 하였다. 높이 1.4m, 폭 54㎝의 화강암으로 세운 이 비석은 죽죽의 충절을 기리고, 그 뜻을 후대에 전하기 위하여, 1645년(인조 23)에 합천군수 조희인(曺希仁)에 의해 건립되었다. 비문은 한사(寒沙) 강대수(姜大遂, 1591～1658)가 지었다.

## 참고 문헌
- 합천 죽죽비 - 국가유산청 국가유산포털